# 낸시 워커 부시 엘리스
낸시 워커 부시 엘리스(Nancy Walker Bush Ellis, 1926년 2월 4일 ~ 2021년 1월 10일)는 미국의 사회 활동가이다.
매사추세츠주 밀턴에서 프레스콧 부시와 도로시 워커 부시의 딸로 태어났다. 낸시 부시의 오빠 조지 H. W. 부시는 미국의 41대 대통령이다. 코네티컷주 그리니치에 있는 사립 학교인 로즈메리 홀(지금의 초트 로즈메리 홀)과 미스 포터스 스쿨을 다녔다. 1946년 배서 칼리지 영문과를 졸업했다.
전미 흑인 지위 향상 협회(NAACP) 모금 활동을 하는 등 정치적으로는 자유쥬의 민주당 성향이었지만, 1988년 오빠 조지 H. W. 부시의 대통령 선거 운동을 위해 공화당에 입당하였다. 2004년 조카인 조지 W. 부시의 대통령 선거를 위해 유럽을 다니며 나라밖에 주재하는 미국 공화당원들에게 지지를 호소했다.
1946년 보험회사 페어필드 앤드 엘리스(Fairfield & Ellis, 현재 윌리스 그룹의 일부)를 경영하는 앨릭산더 엘리스 2세(Alexander Ellis Jr., 1922~1989)와 결혼했다. 아들 조 엘리스는 미식축구팀 덴버 브롱코스의 회장이다.
2020년 12월 30일 고열 증세를 보여 입원했다가 코로나19 확진을 받았다. 2021년 1월 10일 매사추세츠주 콩코드에 있는 요양 시설에서 사망하였다.